# Amblyodipsas concolor
Amblyodipsas concolor – endemiczny gatunek jadowitego węża z podrodziny aparalakt (Aparallactinae) w rodzinie gleboryjcowatych (Atractaspididae).
Osobniki tego gatunku osiągają rozmiary od 40 do 60 centymetrów. Najdłuższa zanotowana samica mierzyła 74,9 centymetra, samiec 36,7 centymetrów. Ciało w kolorze od ciemnobrązowego do czarnego. Brzuch jest w kolorze ciała tylko jaśniejszy.
Samica może składać jaja lub rodzić młode węże. Samica w lecie może składać do 12 jaj o wymiarach 30 x 17 mm. W przypadku kiedy rodzi młode jest ich około 12. Węże te żyją w lasach w ściółce opadłych liści. Podstawą ich wyżywienia są inne węże, jaszczurki. Jad tych węży jest dla ludzi nieszkodliwy.
Występują na terenie Afryki Południowej – w Południowej Afryce na terenie następujących prowincji: Prowincja Przylądkowa Wschodnia, KwaZulu-Natal, Mpumalanga, Limpopo; także w Eswatini.